# Qualifications pour le tournoi féminin de volley-ball aux Jeux olympiques d'été de 2012/Afrique
Pour un article plus général, voir Volley-ball (indoor) aux Jeux olympiques d'été de 2012 – Qualifications femmes.

## Équipes participantes
- Algérie (organisateur)
- Kenya
- Égypte
- Seychelles

## Classement
| # | Équipe     | Pts | J | G | P | Sp | Sc | Ratio | Pp  | Pc  | Ratio |
| - | ---------- | --- | - | - | - | -- | -- | ----- | --- | --- | ----- |
| 1 | Algérie    | 6   | 3 | 3 | 0 | 9  | 2  | 4.5   | 268 | 180 | 1.489 |
| 2 | Kenya      | 5   | 3 | 2 | 1 | 7  | 5  | 1.4   | 258 | 254 | 1.016 |
| 3 | Égypte     | 4   | 3 | 1 | 2 | 6  | 6  | 1     | 257 | 254 | 1.012 |
| 4 | Seychelles | 3   | 3 | 0 | 3 | 0  | 9  | 0     | 130 | 225 | 0.578 |

## Équipe qualifiée
- Algérie (2e participation)